# Il Xerse
Il Xerse (anche chiamato Serse, e nella sua versione francese del 1660, Xerxès) è un dramma per musica in un prologo e tre atti su il libretto di Nicolò Minato e per la musica di Francesco Cavalli. L'opera è la ventunesima di Cavalli ed ha come protagonista Serse I di Persia. La prima rappresentazione avvenne a Venezia il 12 gennaio 1655, al Teatro Santi Giovanni e Paolo, ed è dedicata al nobile ferrarese Marchese Cornelio Bentivoglio.
Il libretto di quest'opera venne successivamente riadattato nel 1694 da Giovanni Bononcini e musicato in questa forma da Georg Friedrich Händel nel 1738, con il nuovo titolo Serse. Lo schema della trama di Minato è vagamente basato sul libro 7 delle Storie di Erodoto.

## Storia
La prima a Venezia fu probabilmente diretta da Cavalli alla tastiera. L'opera era molto popolare, dato che furono date nove diverse riprese in tutta Italia durante la vita di Cavalli. L'opera fu anche famosa per la versione di Cavalli di "Ombra mai fu" (in seguito resa celebre da Händel). 
Nel 1660 Cavalli fu convinto a recarsi in Francia per produrre una nuova opera per le nozze di Luigi XIV a Parigi. Ben presto fu coinvolto in intrighi di corte che assicurarono che l'opera progettata, L'Ercole amante, non fosse pronta in tempo e dovette essere sostituita da una ripresa di Xerse all'ultimo minuto. Xerse fu data con i balletti dal rivale di Cavalli, Jean-Baptiste Lully, che era diventato il compositore ufficiale di corte in Francia. L'intero spettacolo durò otto o nove ore e il pubblico francese apprezzò poco un'opera in lingua straniera, preferendo la musica da ballo di Lully.
L'opera fu eseguita in molte versioni differenti. Nella sua forma parigina, oltre ad avere le suite di balletto aggiuntive, venne riscritta la trama per renderla più congeniale alla corte. In particolare, il suolo di Xerse venne potenziato per renderlo più regale e paragonabile al re di Francia. La parte venne inoltre cambiata di registro, passando dalla voce di castrato a quella di baritono. Anche molti dei recitativi furono riscritti. I manoscritti sopravvissuti, comprese le annotazioni dello stesso Cavalli dalle esibizioni di Xerse a Venezia, Genova, Napoli e Bologna, dimostrano chiaramente che egli spesso modificava, tagliava e riorganizzava il materiale mentre ogni produzione veniva preparata.

## Ruoli
| Ruolo    | Registro vocale |
| -------- | --------------- |
| Serse    | castrato        |
| Arsamene | contralto       |
| Romilda  | soprano         |
| Ariodate | tenore          |
| Amastre  | soprano         |
| Elviro   | contralto       |
| Adelanta | soprano         |
| Eumene   | soprano         |
| Aristone | basso           |
| Periarco | contralto       |
| Clito    | soprano         |
| Sesostre | tenore          |
| Spitalce | bass            |
| Capitano | basso           |
| Momo     | corista         |
| Apollo   | corista         |

## Edizioni
Bärenreiter ha prodotto un'edizione della versione 1660, curata da Barbara Nestola, nel 2015. Una nuova edizione della versione originale è stata preparata da Marcio da Silva per una performance da concerto al Cockpit Theatre, Londra nel 2021.

## Incisioni
- Xerse  Judith Nelson, Isabelle Poulenard, Guy de Mey, Dominique Visse, Concerto Vocale, diretto da René Jacobs (4 CDs, Harmonia Mundi, 1985)